# Madagaskarska zlatovrana
Madagaskarska zlatovrana (lat. Leptosomus discolor) je jedini pripadnik porodice Leptosomatidae, koja se obično svrstava u red modrivrana, gdje inače spadaju vodomari, pčelarice i zlatovrane. Međutim, pozicija ove porodice nije jasna. Morfološka istraživanja su pokazala da bi se mogla svrstati u ili blizu reda sokolovki. U jednom opširnom istraživanju Hacketta ovo je jedna od samo dvije ptice (drugi je hoacin) čije pozicija nije jasna, ali izgleda da je korijen grupe koja sadrži redove trogona (Trogoniformes), djetlovki (Piciformes) i modrivrana (Coraciiformes).

## Rasprostranjenost
Ovo je srednje velika do velika ptica koja nastanjuje šume na Madagaskaru i Komorskim otocima. Postoje tri podvrste; glavna L. d. discolor nastanjuje Madagaskar i otok Mayotte, L. d. intermedius na otoku Anjouan i L. d. gracilis na Komorskim otocima. Bazirano na manjoj veličini, razlici u boji perja i manjim varijacijama u glasanju, ova posljednja se ponakada smatra zasebnom vrstom, L. gracilis.

## Opis
Kukavičja modrivrana je duga 40-50 cm. Glavna podvrsta je najveća, a L. d. gracilis je najmanja. Za razliku od zlatovrana i dolinskih modrivrana, gdje oba spola izgledaju isto, kod kukavičjih modrivrana postoji spolni dimorfizam. Mužjaci imaju baršunastosivu glavu i prsa, koja se postepeno mijenja u bijelu na donjim dijelovima tijela. Leđa, rep i krilna pera su tamna i sa zelenim odsjajem i malo ljubičaste (posebno na krilnim perima), a kruna i pruga oko oka su crni. Ženke su uglavnom smeđe s gusto istočkanim blijedim donjim dijelovima tijela. Mladunci izgledaju kao blijeđe ženke, ali je moguće da su barem mladi L. d. gracilis spolno dimorfični, a moguće je da je tako i kod ostalih podvrsta. Kljun je zdepast, a oči su postavljene daleko nazad na licu. Noge i stopala su maleni, a stopala imaju neobičnu strukturu koja je dugo zbunjivala ornitologe, ali se sada smatra zigodaktilnim.

## Ishrana
Ishrana kukavičje modrivrane nije dobro poznata, ali je jedna ekspedicija 1931. godine otkrila da su kameleoni i kukci važan izvor energije. Želudac je često ispunjen dlakama gusjenica i drugim životinjama poput skakavaca, gekona itd. Glavni način skupljanja hrane je da sjedi nepokretna i čeka plijen, a zatim se odbaci prema plijenu. Također se hrane u zraku. Hvata plijen u veliki kljun i kasnije ga udara o granu.

## Razmnožavanje
Vrlo malo istraživanja je provedeno na razmnožavanje ove vrste. Prije je opisana kao poligamna, ali ne postoje dokazi za ovo. Gnijezdo gradi na visokom drvetu, 4 do 6 metara iznad tla, u prirodnim udubinama. Udubinu ne ispunjavaju ničim i nesu bijela jaja pravo na dno. Obična veličina legla je oko 4 jaja. Samo ženka leži na jajima, a mužjak je hrani dok je u gnijezdu. Inkubacija traje oko 20 dana, nakon čega se izlegnu ptići s paperjem. Ptići ostaju u gnijezdu 30 dana prije nego operjaju.

## Odnos s ljudima
Kukavičja modrivrana je vrlo pitoma i starosjedioci Madagaskara je obično ne uznemiravaju. Postoje brojni mitovi i legende o njoj. Mnogi je smatraju donosiocem sreće i lijepog vremena. Često se viđa u parovima pa je povezana i s ljubavlju. Ovu vrstu uglavnom ne love i pokazala se kao otporna na promjenu okoliša koja ugrožava druge ptice. Po IUCN-u ima status najmanje zabrinutosti.

## Vanjske poveznice
|  | Zajednički poslužitelj ima stranicu o temi Leptosomus discolor    |
|  | Zajednički poslužitelj ima još gradiva o temi Leptosomus discolor |
|  | Wikivrste imaju podatke o taksonu Leptosomus discolor             |